# مايسي دوبس (رواية)
مايسي دوبس هي رواية غامضة صدرت عام 2003 للكاتبة جاكلين وينسبير [الإنجليزية]. تدور أحداثها في إنجلترا بين عامي 1910 و1929، ويتميز بشخصية العنوان مايسي دوبس، وهي محققة خاصة تبني عملها في أعقاب الحرب العالمية الأولى. لاقت الرواية استحسان النقاد عمومًا، ويرجع ذلك في الغالب إلى شخصية مايسي الملتوية، وقد رشحت للعديد من الجوائز وحصلت على جائزة أجاثا [الإنجليزية] لأفضل رواية أولى عام 2003. وهي الأولى في سلسلة روايات مايسي دوبس.

## جوائز و ترشيحات
| جائزة                                 | سنة  | نتيجة            |
| ------------------------------------- | ---- | ---------------- |
| جائزة أجاثا لأفضل رواية أولى          | 2003 | الفائزة          |
| جائزة اليكس [الإنجليزية]              | 2004 | من بين 10 فائزين |
| جائزة باري لأفضل رواية غامضة أولى     | 2004 | رُشحت             |
| جائزة ديليس                           | 2004 | رُشحت             |
| جائزة إدغار                           | 2004 | رُشحت             |
| جوائز ماكافيتي لأفضل رواية غامضة أولى | 2004 | الفائزة          |

## روابط خارجية
- الموقع الرسمي للمؤلف